# Bóng đá tại Thế vận hội Mùa hè 2012 – Giải đấu Nam
Môn bóng đá nam tại Thế vận hội Mùa hè 2012 được tổ chức ở Luân Đôn và năm thành phố khác ở Vương quốc Anh từ ngày 26 tháng 7 đến ngày 11 tháng 8. Các hiệp hội liên kết với FIFA đã được mời để cử các đội tuyển U-23 nam tham dự các giải đấu vòng loại khu vực, qua đó 15 đội tuyển - cùng với chủ nhà Vương quốc Anh - đã lọt vào vòng chung kết. Các đội nam được phép tăng cường đội hình của mình với ba cầu thủ trên 23 tuổi. Đây là giải bóng đá nam Thế vận hội đầu tiên có một đội đại diện cho Vương quốc Anh kể từ Thế vận hội Mùa hè 1960 ở Rome. Giải cũng đánh dấu lần đầu tiên đội tuyển bóng đá nam của Uruguay tham dự Thế vận hội kể từ năm 1928, khi đội giành được huy chương vàng thứ hai liên tiếp.
Mexico đã giành được huy chương vàng sau khi đánh bại Brasil 2–1 trong trận chung kết.

## Lịch thi đấu
Dưới đây là lịch thi đấu cho nội dung bóng đá nam.
| G | Vòng bảng | ¼ | Tứ kết | ½ | Bán kết | B | Tranh huy chương đồng | F | Tranh huy chương vàng |

| 26 T5 | 27 T6 | 28 T7 | 29 CN | 30 T2 | 31 T3 | 1 T4 | 2 T5 | 3 T6 | 4 T7 | 5 CN | 6 T2 | 7 T3 | 8 T4 | 9 T5 | 10 T6 | 11 T7 |
| ----- | ----- | ----- | ----- | ----- | ----- | ---- | ---- | ---- | ---- | ---- | ---- | ---- | ---- | ---- | ----- | ----- |
| G     |       |       | G     |       |       | G    |      |      | ¼    |      |      | ½    |      |      | B     | F     |

## Vòng loại

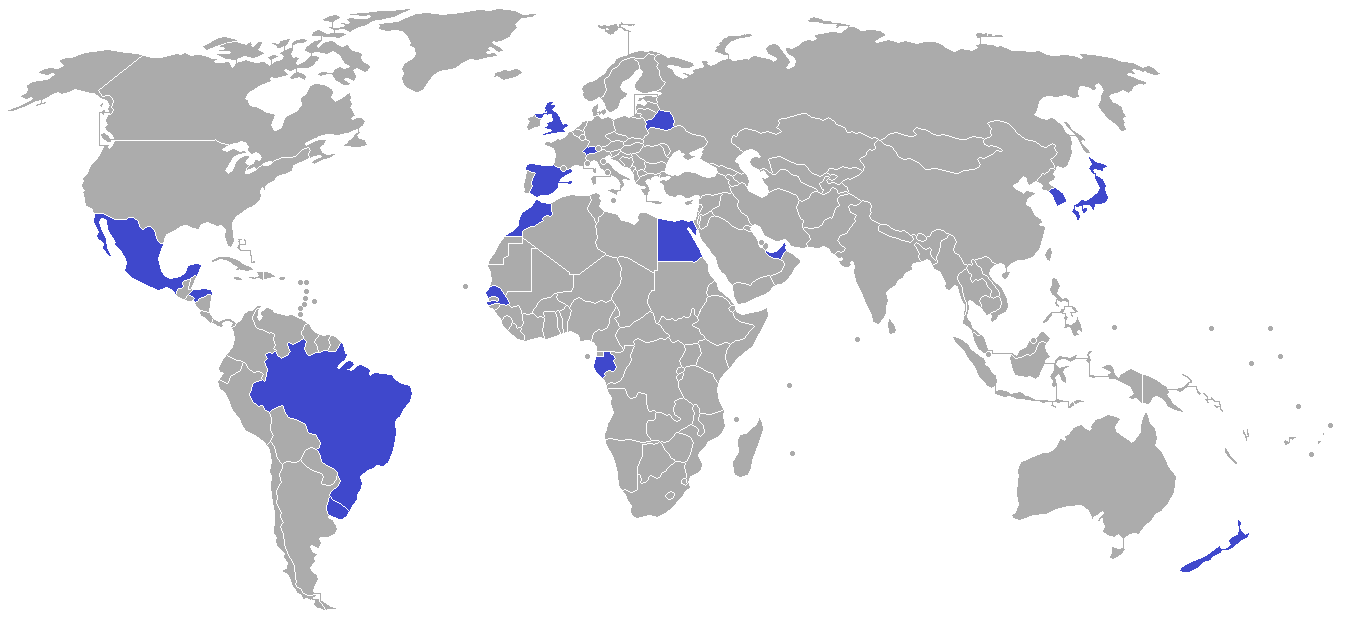
Các quốc gia tham dự

Mỗi Ủy ban Olympic quốc gia được cử một đội tuyển nam tham dự giải đấu. Đội giành huy chương vàng Thế vận hội 2004 và 2008 Argentina đã không thể vượt qua vòng loại khi chỉ đứng thứ ba ở vòng loại khu vực Nam Mỹ.

## Địa điểm
Sáu sân vận động được sử dụng cho giải đấu, trong đó sân vận động Wembley ở London tổ chức trận chung kết.
| Sân vận động Wembley       | Sân vận động Old Trafford       |
| Capacity: 90,000           | Capacity: 76,212                |
| Wembley 22 August 2007     | 20 August 2006                  |
| Cardiff                    | Newcastle upon Tyne             |
| Sân vận động Thiên niên kỷ | Sân vận động St. James' Park    |
| Capacity: 74,500           | Capacity: 52,387                |
| 5 February 2009            | 21 August 2008                  |
| Glasgow                    | Coventry                        |
| Sân vận động Hampden Park  | Sân vận động Thành phố Coventry |
| Capacity: 52,103           | Capacity: 32,500                |
| 18 July 2004               |                                 |

## Đội hình
Đối với nội dung nam, mỗi đội tuyển phải nộp một danh sách gồm 18 cầu thủ, trong đó 15 cầu thủ sinh từ sau ngày 1 tháng 1 năm 1989, và 3 cầu thủ có thể là cầu thủ quá tuổi. Tối thiểu hai thủ môn (cộng với một thủ môn thay thế tùy chọn) phải được đưa vào đội hình.

## Trọng tài
Vào ngày 19 tháng 4 năm 2012, FIFA đã công bố danh sách trọng tài điều hành các trận đấu tại Thế vận hội.
| Liên đoàn | Trọng tài                     | Trợ lý                                                             |
| --------- | ----------------------------- | ------------------------------------------------------------------ |
| AFC       | Ravshan Irmatov (Uzbekstan)   | Abdukhamidullo Rasulov (Uzbekstan) Bakhadyr Kochkarov (Kyrgyzstan) |
| AFC       | Yuichi Nishimura (Nhật Bản)   | Toru Sagara (Nhật Bản) Toshiyuki Nagi (Nhật Bản)                   |
| AFC       | Ben Williams (Úc)             | Kem Matthew (Úc) Hakan Anaz (Úc)                                   |
| CAF       | Bakary Gassama (Gambia)       | Jason Damoo (Seychelles) Angesom Ogbamariam (Eritrea)              |
| CAF       | Slim Jedidi (Tunisia)         | Bechir Hassani (Tunisia) Sherif Hassan (Ai Cập)                    |
| CONCACAF  | Roberto García (Mexico)       | José Luis Camargo (Mexico) Alberto Morin (Mexico)                  |
| CONCACAF  | Mark Geiger (Hoa Kỳ)          | Mark Hurd (Hoa Kỳ) Joe Fletcher (Canada)                           |
| CONMEBOL  | Raúl Orosco (Bôlivia)         | Efraín Castro (Bolivia) Arol Valda (Bôlivia)                       |
| CONMEBOL  | Wilmar Roldan (Colombia)      | Humberto Clavijo (Colombia) Eduardo Diaz (Colombia)                |
| CONMEBOL  | Juan Soto (Venezuela)         | Jorge Urrego (Venezuela) Carlos López (Venezuela)                  |
| OFC       | Peter O'Leary (New Zealand)   | Jan-Hendrik Hintz (New Zealand) Ravinesh Kumar (Fiji)              |
| UEFA      | Felix Brych (Đức)             | Stefan Lupp (Đức) Mark Borsch (Đức)                                |
| UEFA      | Mark Clattenburg (Anh)        | Stephen Child (Anh) Simon Beck (Anh)                               |
| UEFA      | Pavel Královec (Cộng hòa Séc) | Martin Wilczek (Cộng hòa Séc) Antonín Kordula (Cộng hòa Séc)       |
| UEFA      | Svein Oddvar Moen (Na Uy)     | Kim Haglund (Na Uy) Frank Andas (Na Uy)                            |
| UEFA      | Gianluca Rocchi (Ý)           | Elenito Di Liberatore (Ý) Gianluca Cariolato (Ý)                   |

## Bốc thăm
Lễ bốc thăm cho nội dung nam diễn ra vào ngày 24 tháng 4 năm 2012. Vương quốc Anh, Mexico, Brasil và Tây Ban Nha được xếp hạt giống cho lễ bốc thăm và lần lượt được xếp vào các bảng A–D. Các đội còn lại được bốc thăm từ 4 nhóm, với các đội cùng khu vực không chung bảng.
| Nhóm 1                                                                           | Nhóm 2                                                                     | Nhóm 3                                    | Nhóm 4                             |
| -------------------------------------------------------------------------------- | -------------------------------------------------------------------------- | ----------------------------------------- | ---------------------------------- |
| - Anh Quốc (được xếp vào A1) - Tây Ban Nha (được xếp vào D1) - Thụy Sĩ - Belarus | - Brasil (được xếp vào C1) - Uruguay - México (được xếp vào B1) - Honduras | - Nhật Bản - Hàn Quốc - UAE - New Zealand | - Ai Cập - Maroc - Gabon - Sénégal |

## Vòng bảng
Tất cả thời gian là giờ địa phương, Giờ mùa hè Anh (UTC+1).

## Vòng đấu loại trực tiếp
Trong vòng đấu loại trực tiếp, hiệp phụ và loạt sút luân lưu sẽ được sử dụng để xác định đội thắng.

## Thống kê

### Cầu thủ ghi bàn
Với sáu bàn thắng, Leandro Damião của Brazil là vua phá lưới của giải đấu. Tổng cộng 76 bàn thắng được ghi bởi 49 cầu thủ khác nhau, và không có bàn thắng nào là bàn phản lưới nhà.